# Solvay (Asturias)
El poblado minero de Solvay o poblado de Campiello, es un lugar de la parroquia de Lieres, en el concejo asturiano de Siero (España). Fue levantado en 1905 por iniciativa de la empresa Solvay & Cía para los trabajadores de las minas de Lieres.

## Historia
En 1903 la empresa Solvay & Cía abre la mina La Fraternidad en la zona minera de Siero, próxima a la cuenca minera de Langreo. El destino del carbón era la fábrica que la empresa belga tenía en Torrelavega, Cantabria. A mediados del siglo XX se construye un nuevo barrio, La Pedrera. El poblado fue dotado de diferentes servicios, desde hospital a centros de ocio como cine e incluso en los años 60 la academia Solvay, para preparar alumnos en comercio y bachiller elemental. 

### Descripción
El poblado seguía las políticas de paternalismo industrial de la época, pero también las ideas mismas de Ernest Solvay: una arquitectura que diese prestigio a la empresa, medidas higiénicas, tamaños diferentes de vivienda según los mandos, disponibilidad de huertos para completar la dieta y servicios (escuela, economato, iglesia, cine...). Se desarrollaron principalmente dos grandes hileras de viviendas que siguen la estética industrial con ladrillo visto y ventanas con contraventanas de madera que en algunos casos se conservan. Las viviendas no tenían aseo pero se disponían letrinas en casetas frente a los edificios (uno por familia), que hoy se usan como pequeños almacenes. Se conserva también el antiguo hospital, hoy centro de salud, el chalé del director, la vivienda del médico y las de ingenieros. Frente a los pabellones se disponen los huertos y jardines. En 1942 se construyó la capilla de Nuestra Señora de La Salud (diseñada por Federico Somolinos) que se convirtió en un santuario con importante devoción en la zona. Todos los edificios fueron vendidos a los trabajadores en 1987.
Junto al pueblo se encuentra el Pozo Lieres, última explotación en activo de las Minas de Solvay en Asturias, clausurado en 2001. El poblado se conserva hoy no sólo como un lugar residencial sino también como un interesante ejemplo de patrimonio industrial asturiano.

## Galería

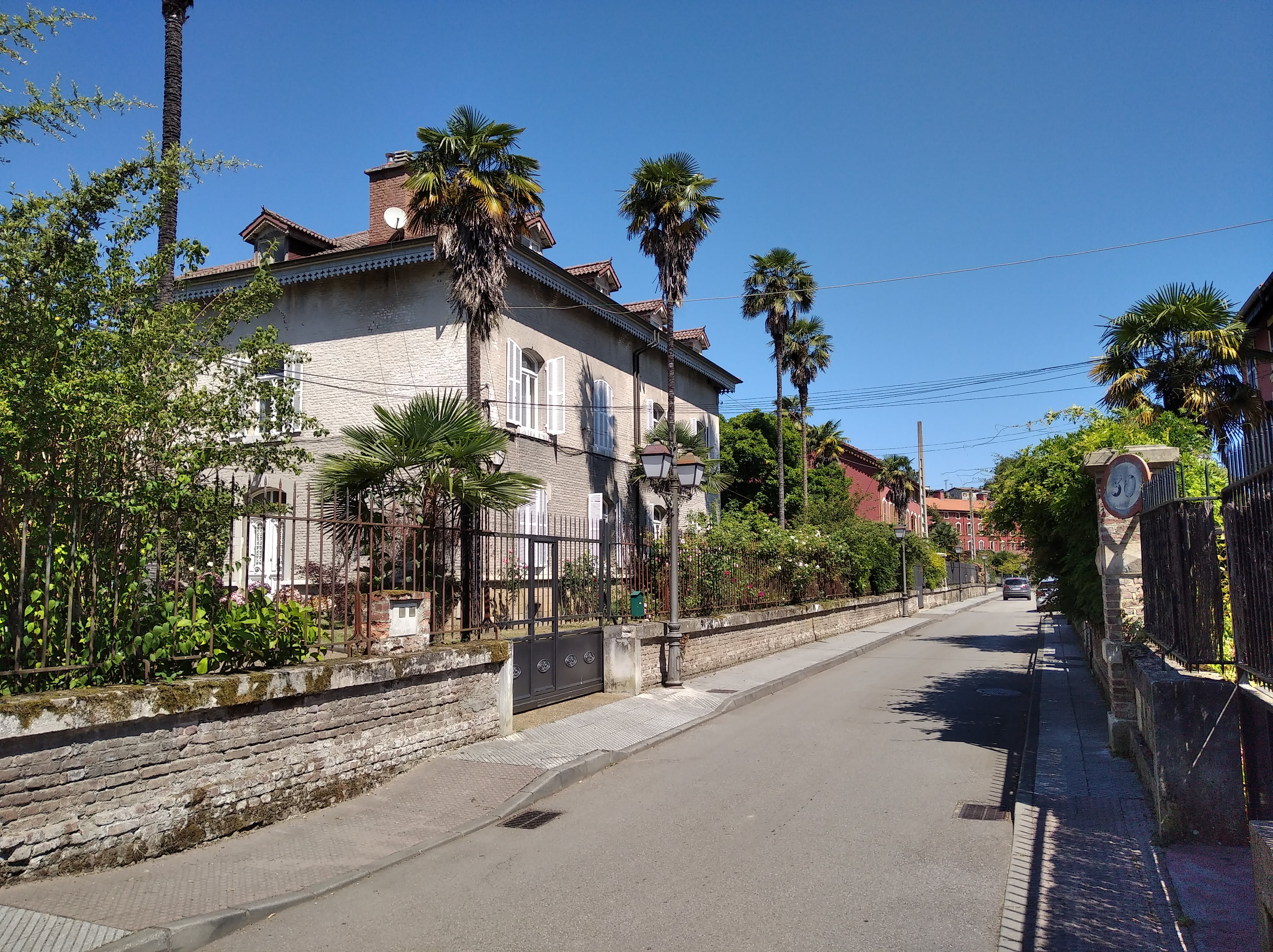
Chalé del director de minas
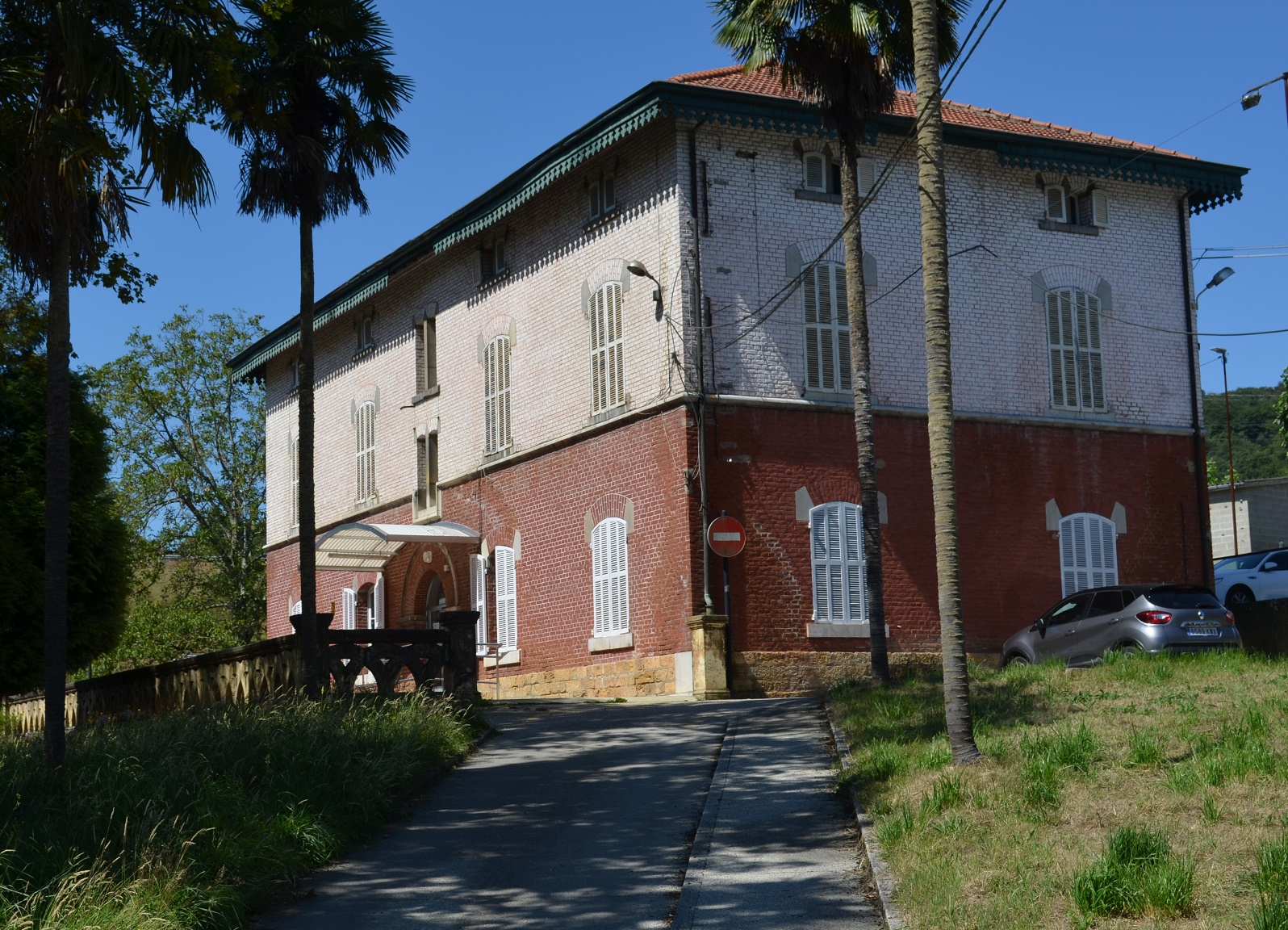
Antiguo hospital, hoy centro de salud
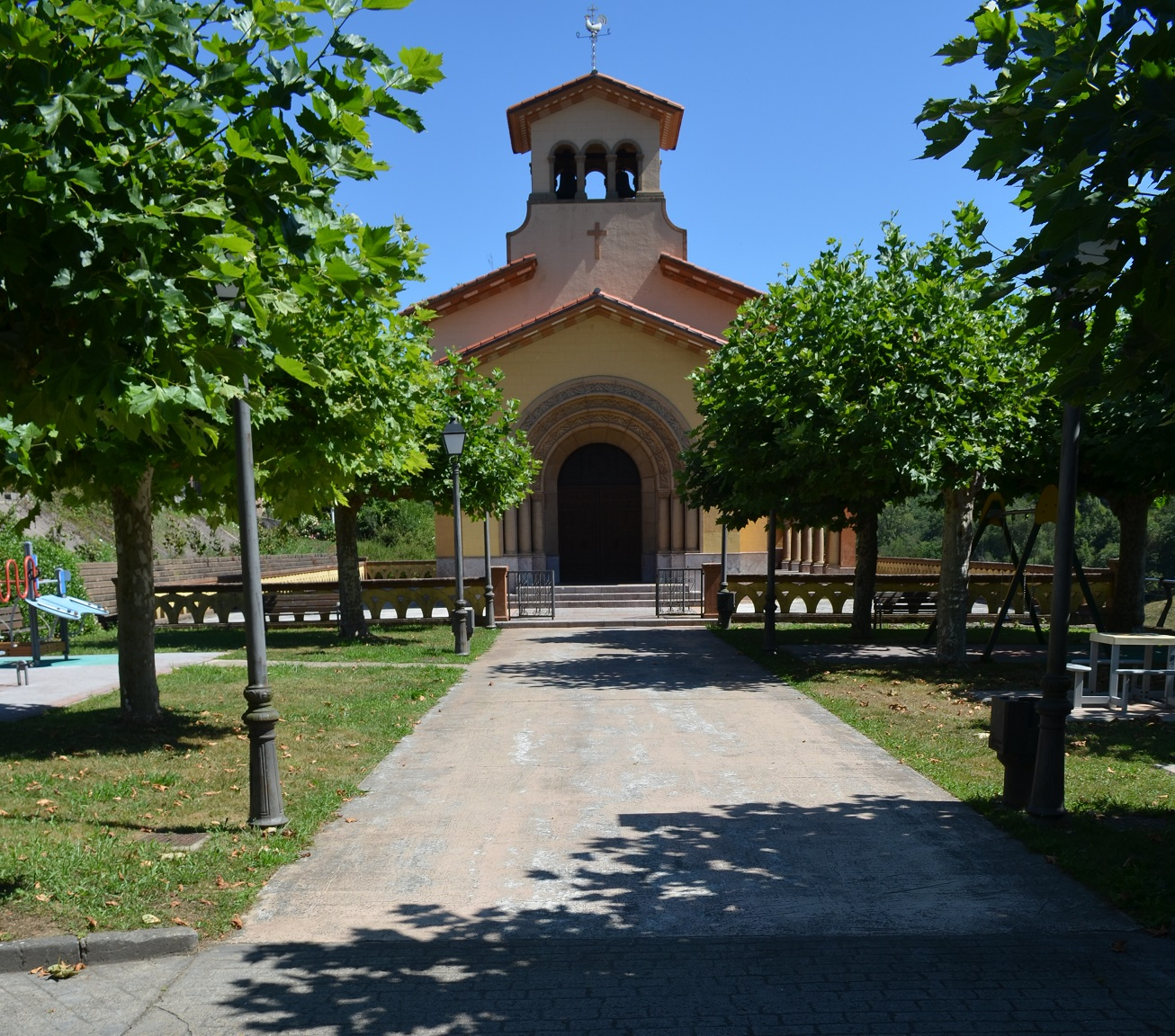
Santuario de Nuestra Señora de La Salud
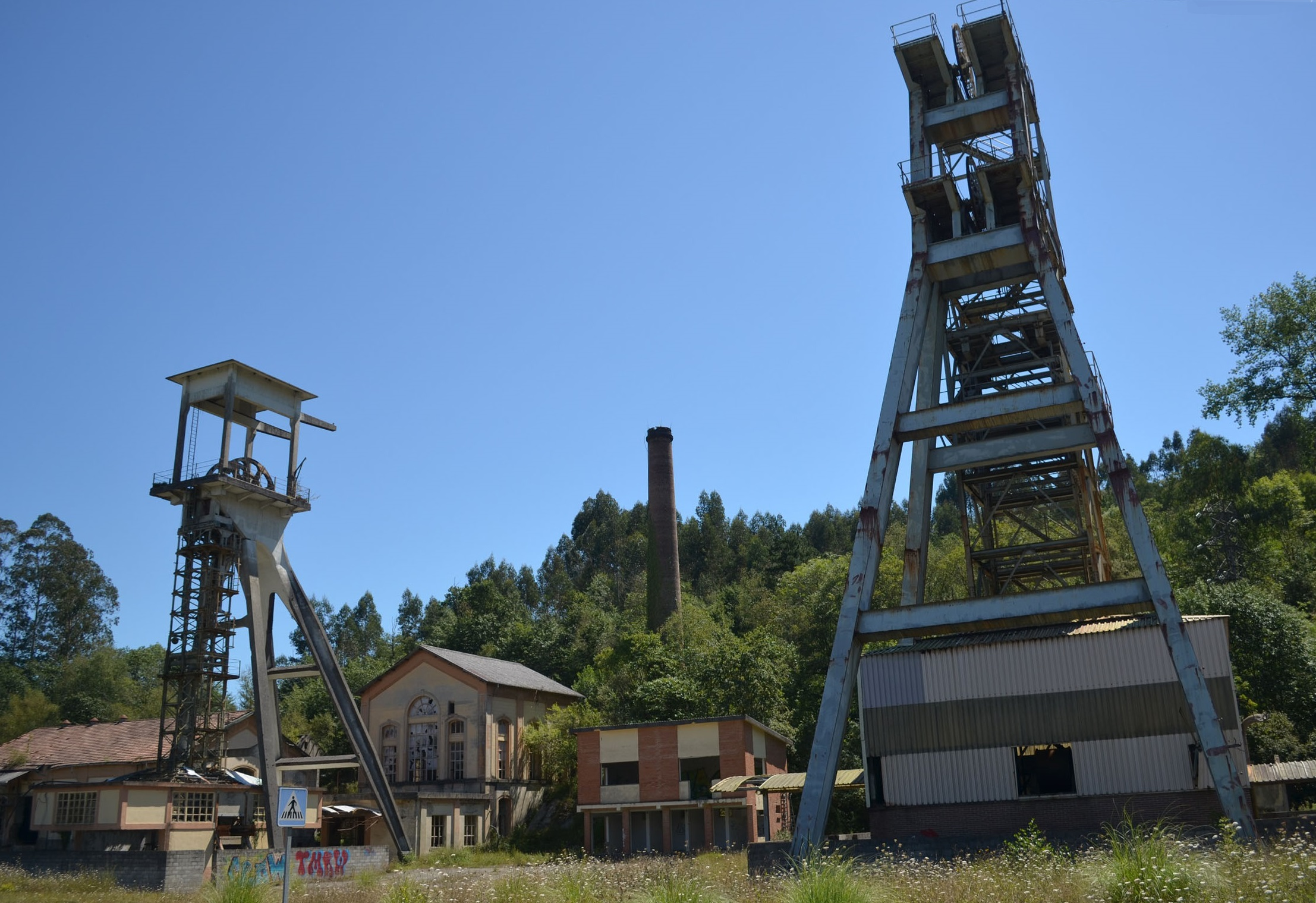
Pozo Lieres